# Allotinus anaxandridas
Allotinus anaxandridas är en fjärilsart som beskrevs av Hans Fruhstorfer 1917. Allotinus anaxandridas ingår i släktet Allotinus och familjen juvelvingar. Inga underarter finns listade i Catalogue of Life.